# Harry Tuttle
Pour les articles homonymes, voir Tuttle.

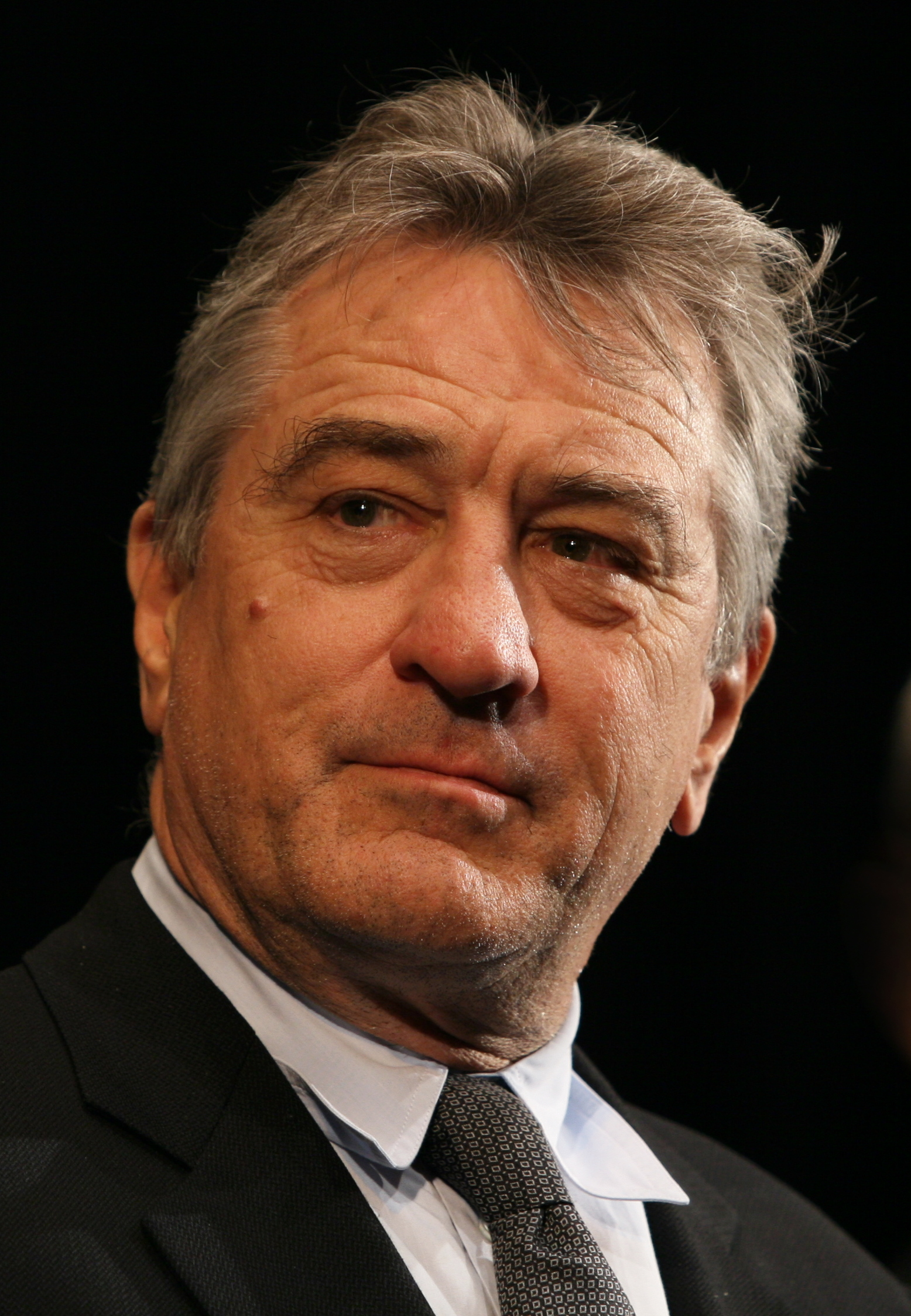
L'acteur Robert de Niro incarne Harry Tuttle

Harry Tuttle est un personnage de fiction, interprété par Robert De Niro, dans le film Brazil de Terry Gilliam (1985).

## Description
Dans le monde totalitaire de Brazil, Archibald Tuttle est un plombier chauffagiste dissident (« plombier vengeur ») qui intervient illégalement chez les gens pour réparer leurs climatisations. Ses amis l'appellent simplement Harry. Il fait irruption chez Sam Lowry, le personnage central du film, armé d'un Walther P38, dans le but de lui réparer son climatiseur défectueux.
Il donne plus l'image d'un agent du SWAT que celle habituelle d'un plombier, du fait de ses vêtements et de sa cagoule noire. Selon le Service des recoupements, Archibald Tuttle est un subversif indépendant. Les Services centraux, chargés officiellement de la réparation des systèmes de climatisation, cherchent à le piéger, en vain. Le film de Terry Gilliam commence d'ailleurs par une erreur : un insecte tombe dans l'imprimante de l'ordinateur central du Service des recoupements au moment où il doit imprimer le nom d'Archibald Tuttle, et c'est alors celui d'Archibald Buttle qui sort. Ce dernier, totalement innocent, est donc brutalement arrêté à son domicile, ce qui marque le début de l'intrigue de Brazil.

## Équipement
- un pistolet,
- des cordes pour s'élancer rapidement d'immeubles en immeubles,
- un long tournevis automatique (ou drille) servant à ouvrir les trappes de climatiseur,
- une trousse d'outils étranges assez proches des instruments de chirurgiens,
- des lunettes dotées de lampes sur les montures,
- une sorte de mini périscope.

## Citations
- « Écoutez, votre système serait en feu, je ne pourrais pas ouvrir un robinet sans remplir un formulaire 27b-6. Foutue paperasse ». (« Listen, this old system of yours could be on fire and I couldn't even turn on the kitchen tap without filling out a 27b/6. Bloody paperwork ».)[1].
- « J'ai choisi ce boulot pour l'aventure, les voyages ; on aide les gens… » (« I came into this game for the action, the excitement ».)[1]

## Clins d'œil
Dans le jeu vidéo Tom Clancy's Splinter Cell: Chaos Theory, lors de l'interrogation d'un garde au niveau du ventilateur de Displace International, Sam Fisher se fait passer pour Harry Tuttle.  
Dans la saga mp3 Survivaure, le réparateur Henri Boteule dépanne le NHL Survivaure[réf. nécessaire].